# Pukatjärnen, Halland
Pukatjärnen är en sjö i Falkenbergs kommun i Halland och ingår i Ätrans huvudavrinningsområde.